# MHEG-5
MHEG-5 - specyfikacja stosowana w cyfrowych usługach teletekstowych w Wielkiej Brytanii, Nowej Zelandii i Hongkongu oraz jako standard prezentacji aplikacji w modułach CI+. Określa ona dostępne klasy obiektów multimedialnych oraz sposoby ich wzajemną wymienność.  
Standard został opracowany przez Grupę Ekspertów Kodowania Informacji Multimedialnych i Hypermedialnych (Information Technology Coding of Multimedia and Hypermedia information, multimedia and Hypermedia information Coding Export Group - MHEG), a zatwierdzony przez
Międzynarodową Organizację Standaryzacyjną (ISO) i Międzynarodową Komisję Elektrotechniczną (IEC) – ISO/IEC 13522.
- Część 1: Reprezentacja obiektów MHEG, Podstawowa notacja (ASN.1), ISO/IEC 13522 - 1:1997,
- Część 3: Reprezentacja arkusza wymiany MHEG, ISO/IEC 13522 - 3:1997,
- Część 4: Procedura rejestracyjna MHEG, ISO/IEC 13522 - 4:1996,
- Część 5: Obsługa aplikacji interaktywnych poziomu podstawowego, ISO/IEC 13522 - 5:1997,
- Część 6: Obsługa rozszerzonych aplikacji interaktywnych, ISO/IEC 13522 - 6:1997,

Standard MHEG-5 zapewnia podstawowe narzędzia służące do zapewnienia wymiany informacji multimedialnych poprzez sieci telekomunikacyjne oraz do składowania tej informacji na słabej jakości nośnikach danych.
Standard posiada usługi umożliwiające prezentację i kodowanie synchronicznych danych multimedialnych oraz hyperlinków, z uwzględnieniem żądań związanych z obsługą w czasie rzeczywistym. MHEG-5 jest rozwijany zgodnie z koncepcją orientacji obiektowej.
Będąc opartym na standardzie multimedialnym, MHEG pozwala na o wiele więcej niż proste pokazywanie stron teletekstu. Na przykład, MHEG-3 dotyczy skryptów a MHEG-6 - aplikacji interaktywnych. Jest to język obiektowy z widocznymi obiektami, grupami, dziedziczeniem i programami. Prezentacja MHEG-5 jest inicjalizowane przez aplikację która ładuje scenę, zawierającą listę widocznych składników oraz niewidoczne odnośniki, programy i zmienne.
Obecnie ten standard jest wypierany przez HbbTV.